# Піоа (Юта)
Піоа (англ. Peoa) — переписна місцевість (CDP) в США, в окрузі Самміт штату Юта. Населення — 249 осіб (2020).

## Географія
Піоа розташована за координатами 40°43′32″ пн. ш. 111°20′17″ зх. д. / 40.72556° пн. ш. 111.33806° зх. д. (40.725614, -111.338016).  За даними Бюро перепису населення США в 2010 році переписна місцевість мала площу 7,38 км², уся площа — суходіл.

## Демографія
Згідно з переписом 2010 року, у переписній місцевості мешкали 253 особи в 94 домогосподарствах у складі 68 родин. Густота населення становила 34 особи/км².  Було 109 помешкань (15/км²).
Расовий склад населення:
| - 93,3 % — білих - 0,8 % — азіатів - 5,1 % — осіб інших рас |

До двох чи більше рас належало 0,8 %. Частка іспаномовних становила 9,9 % від усіх жителів.
За віковим діапазоном населення розподілялося таким чином: 26,1 % — особи молодші 18 років, 62,4 % — особи у віці 18—64 років, 11,5 % — особи у віці 65 років та старші. Медіана віку мешканця становила 43,1 року. На 100 осіб жіночої статі у переписній місцевості припадало 102,4 чоловіків;  на 100 жінок у віці від 18 років та старших — 107,8 чоловіків також старших 18 років.
Середній дохід на одне домашнє господарство  становив 65 804 долари США (медіана — 58 646), а середній дохід на одну сім'ю — 82 498 доларів (медіана — 66 406). 
Цивільне працевлаштоване населення становило 61 особа. Основні галузі зайнятості: освіта, охорона здоров'я та соціальна допомога — 50,8 %, виробництво — 16,4 %, фінанси, страхування та нерухомість — 13,1 %, сільське господарство, лісництво, риболовля — 13,1 %.